# Rkoni

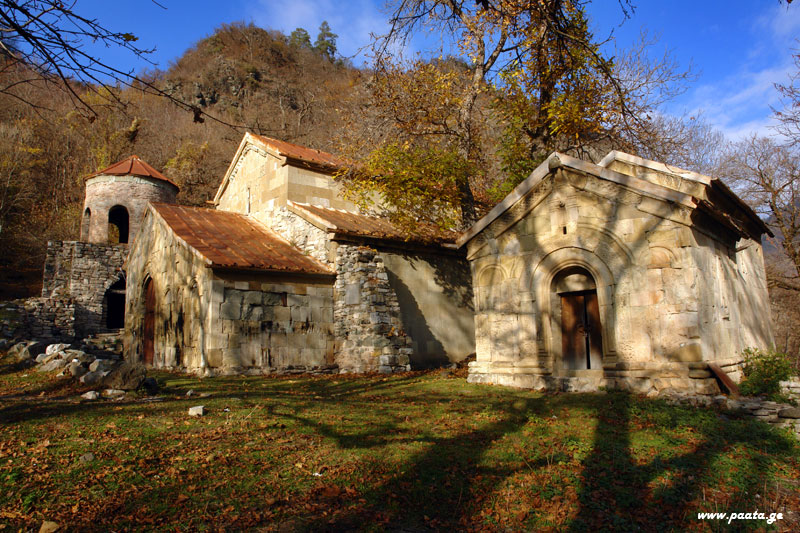
Die Kirchen von Rkoni

Plan des Klosters Rkoni

Rkoni (georgisch რკონი; rkʼɔnɪ) ist ein georgisch-orthodoxes Kloster in der georgischen Region Innerkartlien, in der Munizipalität Kaspi, in der Nähe vom Dorf Tschatschubeti (dem ehemaligen Dorf Rkoni).
Der Klosterkomplex von Rkoni erhebt sich auf einer hoch liegenden Lichtung, geschützt von steilen Berghängen. Der Weg zum Kloster führt über eine noch begehbare einbogige Steinbrücke – sie wurde von der georgischen Königin Tamar gestiftet und hat infolge des Verfalls nur noch eine nutzbare Breite von kaum zwei Metern.
Auf dem von einer Mauer umschlossenen Klostergelände entstanden über die Jahrhunderte zwei Kirchen und mehrere Gebäude als Lager- und Wirtschaftsgebäude. Ein Glockenturm rief die Gläubigen zum Gottesdienst. Der Bauplan des Klosters zeigt einen sakralen Bezirk um die Kirchen und einen profanen Bereich für die Versorgung der Gläubigen.
Die beiden Kirchen sind unterschiedlich gut erhalten:
Die Mutter-Jesu-Kirche steht im Zentrum der Anlage, sie ist die größere der beiden Kirchen. Sie wurde im 7. Jahrhundert errichtet. Die Kirche ist eine dreischiffige Basilika. Die Nebenschiffe sind vom Hauptschiff durch zwei massive Pfeiler getrennt. Die kleinere Kirche (oder Kapelle) wurde Johannes dem Täufer geweiht.
Als Baumaterial für beide Kirchen wurde sorgfältig bearbeiteter Buntsandstein bräunlicher und gelblicher Tönung verwendet. Die schadhaften Stellen wurden nur punktuell durch Spolien und andersfarbige Steine ersetzt, daher kann man vielleicht die ursprüngliche Gestaltung rekonstruieren. Die in der Fassade verwendeten Kreuzsymbole (Bolnissikreuze) und Zierornamente sind trotz der Witterungsbedingungen noch in einem relativ guten Erhaltungszustand.
Spätere Reparaturen und zusätzliche Stützpfeiler wurden nur laienhaft, wohl vom Klosterpersonal selbst, mit kleinformatigen Kalksteinen ausgeführt. Ein beschädigter Glockenturm wurde mit Ziegelmauerwerk auf die erforderliche Höhe ergänzt. Das Mauerwerk blieb unverputzt.
In jüngster Zeit wurden die Dächer mit neuen Blechtafeln gesichert. Wohl schon zu spät, denn das Innere der Kirchen ist weitaus stärker vom Verfall betroffen, als die äußere Hülle vermuten lässt. Dies gilt vor allem für einige nur noch in Fragmenten vorhandenen Bildwerke: Schäden basieren auf Putzablösungen vom Mauerwerk und Pilzbefall, auch mutwillige Beschädigungen sind erkennbar. Die eindringende Feuchtigkeit fördert die im Stein enthaltenen Mineralsalze an die Oberfläche mit den sprengenden Wirkungen der Salzkristallisation. Das im Winter gefrierende Wasser lässt Risse entstehen und zerstört zusätzlich die Oberfläche des Steins.